# Monte (Fafe)

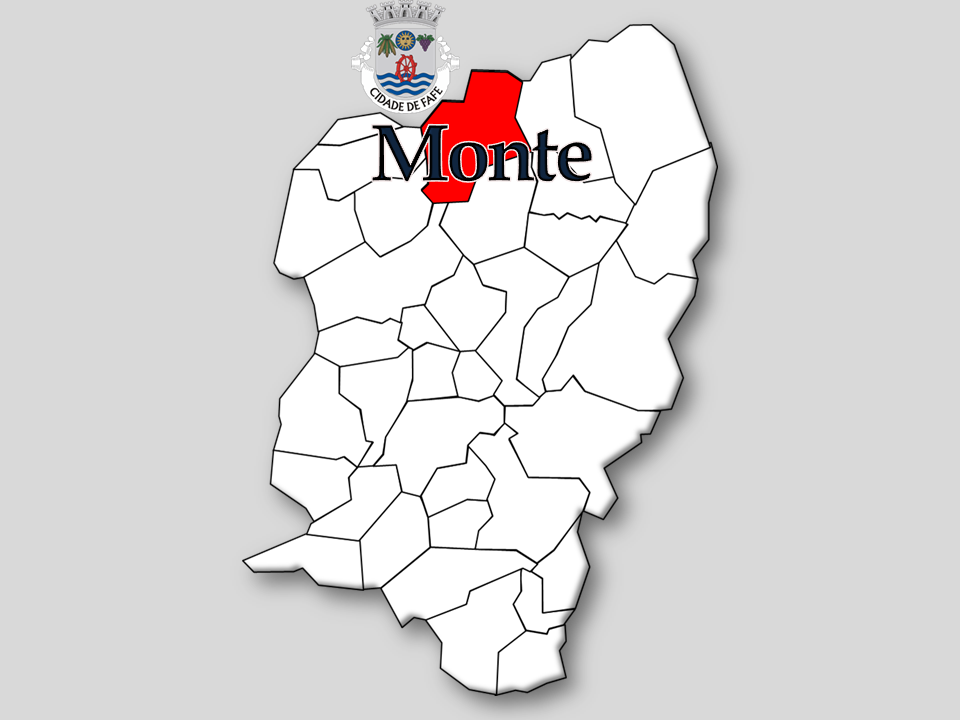
Localização da Freguesia de Monte do Município de Fafe

Monte, ou São Miguel do Monte, é uma localidade portuguesa do Município de Fafe que foi sede da extinta Freguesia de Monte, freguesia que tinha 10,11 km² de área e 308 habitantes (2011), e, por isso, uma densidade populacional de 30,5 hab/km².
A Freguesia de Monte foi extinta em 2013, no âmbito de uma reforma administrativa nacional, para, em conjunto com a Freguesia de Queimadela, formar uma nova freguesia denominada União de Freguesias de Monte e Queimadela com sede na Avenida de São Pedro, 5, em Queimadela.

## População
| População da freguesia de Monte (1864 – 2011) | População da freguesia de Monte (1864 – 2011) | População da freguesia de Monte (1864 – 2011) | População da freguesia de Monte (1864 – 2011) | População da freguesia de Monte (1864 – 2011) | População da freguesia de Monte (1864 – 2011) | População da freguesia de Monte (1864 – 2011) | População da freguesia de Monte (1864 – 2011) | População da freguesia de Monte (1864 – 2011) | População da freguesia de Monte (1864 – 2011) | População da freguesia de Monte (1864 – 2011) | População da freguesia de Monte (1864 – 2011) | População da freguesia de Monte (1864 – 2011) | População da freguesia de Monte (1864 – 2011) | População da freguesia de Monte (1864 – 2011) |
| --------------------------------------------- | --------------------------------------------- | --------------------------------------------- | --------------------------------------------- | --------------------------------------------- | --------------------------------------------- | --------------------------------------------- | --------------------------------------------- | --------------------------------------------- | --------------------------------------------- | --------------------------------------------- | --------------------------------------------- | --------------------------------------------- | --------------------------------------------- | --------------------------------------------- |
| 1864                                          | 1878                                          | 1890                                          | 1900                                          | 1911                                          | 1920                                          | 1930                                          | 1940                                          | 1950                                          | 1960                                          | 1970                                          | 1981                                          | 1991                                          | 2001                                          | 2011                                          |
| 735                                           | 756                                           | 840                                           | 835                                           | 944                                           | 922                                           | 902                                           | 1 048                                         | 1 042                                         | 1 016                                         | 981                                           | 724                                           | 522                                           | 393                                           | 308                                           |